# Palau de Buenavista

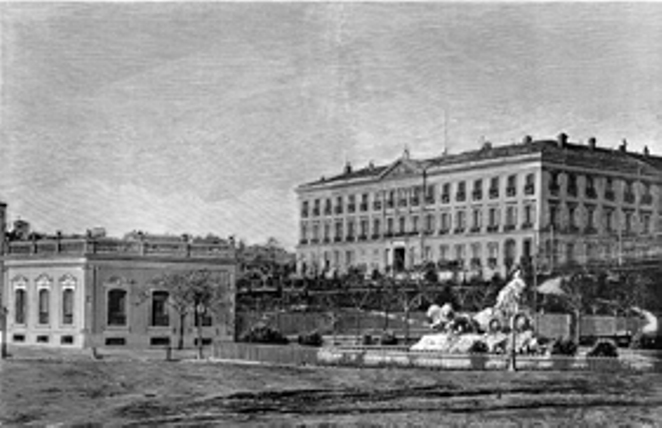
El Palau de Buenavista, en un gravat de 1880. En primer terme, se situa la Font de Cibeles, en el seu emplaçament primitiu.

El palau de Buenavista és un gran palau urbà de Madrid, situat dins d'un perímetre barrat en un promontori enjardinat en la plaça de la Cibeles, enfront de la seu del Banc d'Espanya. Actualment, alberga la Caserna General de l'Exèrcit.

## Història

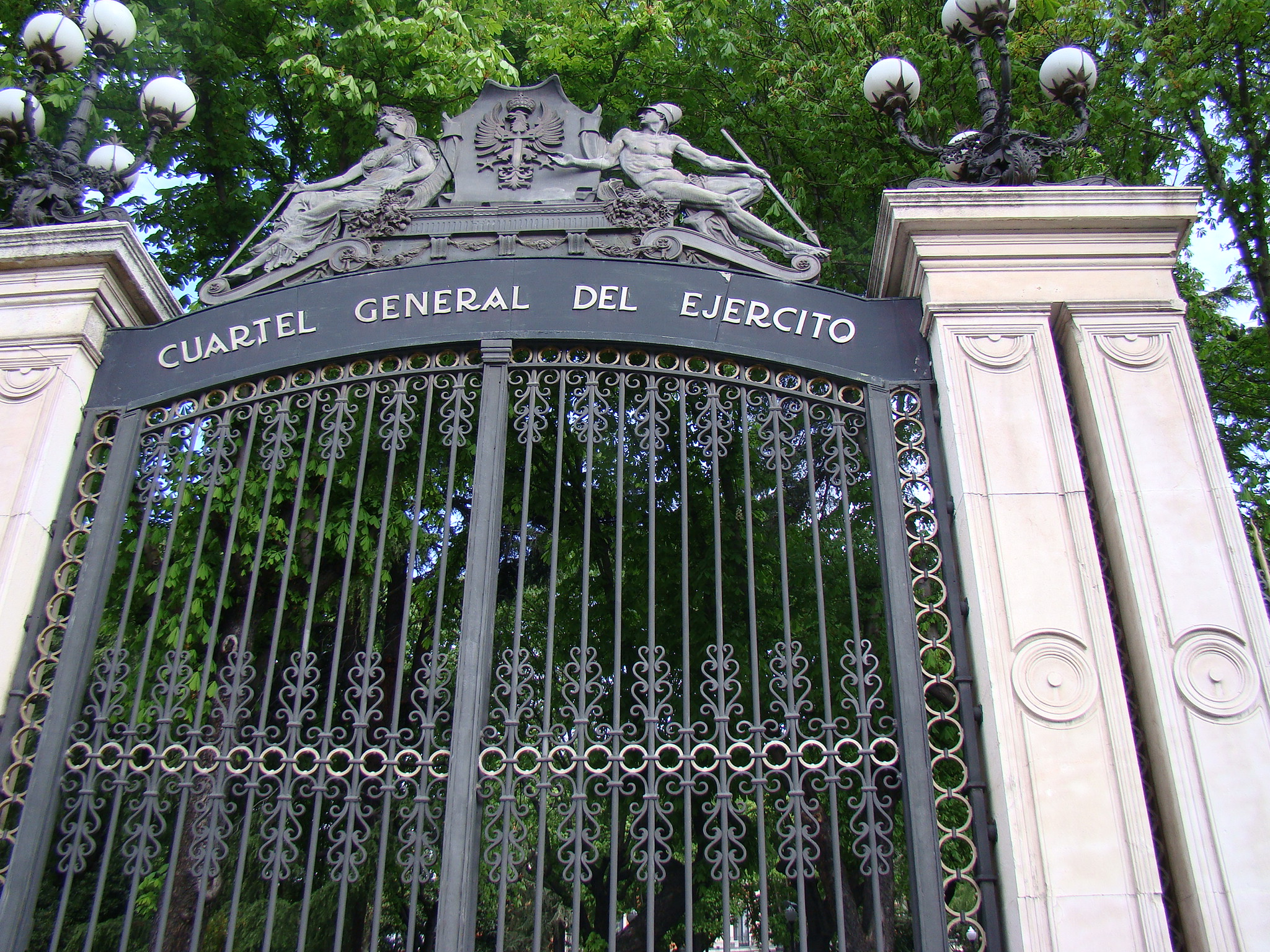
Porta dels jardins tancats del Palau de Buenavista, orientada cap al carrer Alcalá.

El palau original es va edificar en 1767 en la Reial finca coneguda com a Altillo de Buenavista. Després d'adquirir-la a la Família Reial Espanyola en 1769, Fernando de Silva y Álvarez de Toledo, XII duc d'Alba de Tormes, va encarregar en 1770 un projecte de reajardinament d'estil afrancesat a Ventura Rodríguez que no va arribar a realitzar-se.
Va ser la seva hereva, María del Pilar Teresa Cayetana de Silva Álvarez de Toledo, XIII duquessa d'Alba, qui va manar derrocar l'edificació existent, ordenant en 1777 a Pedro de Arnal la construcció de l'actual palau, més sumptuós i d'acord amb el rang de la Casa d'Alba. Aquest va idear un conjunt que sintetitza esquemes italians i francesos, amb façana urbana cap al nord. La duquessa va viure principalment en el nou i bell palau al costat del seu marit el duc José Álvarez de Toledo.
En aquesta època, van penjar en el palau múltiples pintures dels majors mestres: Venus del mirall de Diego Velázquez (National Gallery de Londres), La Madonna d'Alba de Rafael (que deu el seu nom precisament als ducs d'Alba; National Gallery de Washington) i L'educació de Cupido d'Antonio Allegri da Correggio (National Gallery de Londres).
Entre 1795 i 1796 Buenavista va sofrir dos incendis que van provocar grans reformes, com la supressió del cos central d'escales, i la desaparició de bona part dels fons bibliogràfics que albergava.
Després de la mort sense hereus forçosos de la XIII duquessa d'Alba, esdevinguda en el Palau en 1802, la Casa d'Alba va quedar incorporada en la Casa de Berwick.
No obstant això, Buenavista es va desvincular del patrimoni dels Alba, passant en 1807, per mitjà de l'expropiació, a les mans del I duc de l'Alcúdia, Manuel Godoy. Quan aquest va perdre el seu poder, la propietat va ser expropiada de nou, tornant a la Família Reial.
El 22 d'agost de 1810, el rei Josep I Bonaparte va decretar que «El palau de Buenavista queda destinat per al museu de pintures, manat establir pel nostre decret de 20 de desembre de 1809» (Gazeta de Madrid núm. 236, 24 d'agost de 1810, pàg. 1056). Per aquesta raó, s'entén que anava a ser la seu de l'actual Museu del Prado, però després de la marxa de Bonaparte es va triar un altre edifici per a tal museu i aquest finalment es va cedir a l'Exèrcit. Es va convertir així en seu del Ministeri de Guerra en 1847, emprenent-se nombroses obres de reforma i ampliació, sumant un quart pis a la seva altura.